# Az Aloha Airlines 243-as járatának katasztrófája

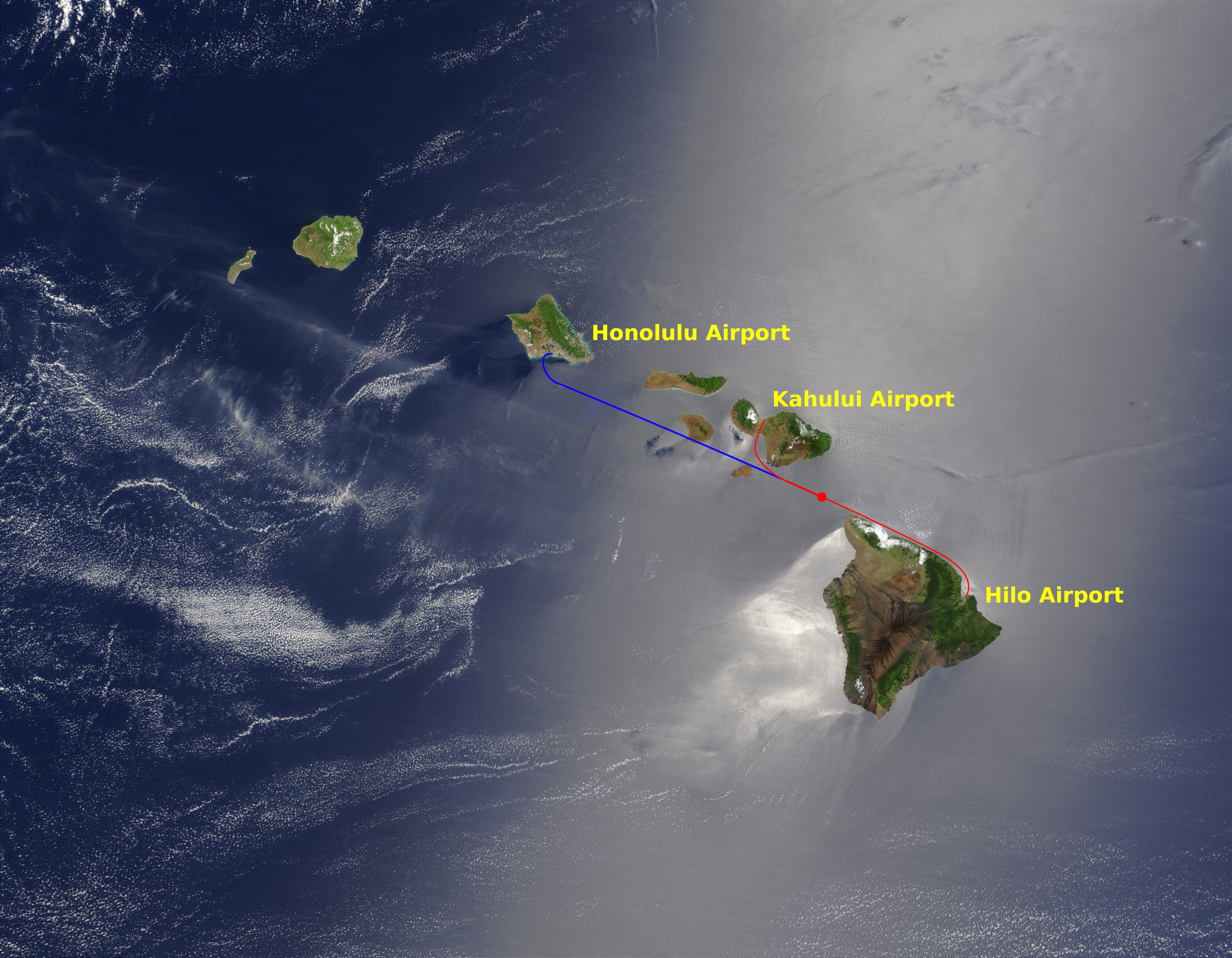
Az Aloha Airlines 243-as járatának útvonala.
Kék: az eredetileg tervezett útvonal
Piros: a baleset utáni útvonal

Az Aloha Airlines 243-as járata egy menetrend szerinti repülőút volt Hilo és Honolulu között. 1988. április 28-án a járatot teljesítő Boeing 737–200 típusú gépen súlyos sérülések keletkeztek repülés közben robbanásszerű  dekompresszió miatt. A személyzet (Robert Schornstheimer kapitány és Madeline "Mimi" Tompkins elsőtiszt, akinek már csak egy útja volt hátra, mielőtt kapitányi képzésre ment) sikeres kényszerleszállást hajtott végre a Kahului repülőtéren, Mauiban. A katasztrófának egy áldozata volt, C. B. Lansing utaskísérő, akit a keletkező légörvény kirántott a gépből. További 65 személy megsérült.

## A katasztrófa
A repülőgép (beceneve Queen Liliuokalani, Liliuokalani hawaii királynőről nevezték el) helyi idő szerint 13:25-kor szállt fel a Hiloi nemzetközi repülőtérről 1988. április 28-án. A célállomás a Honolului nemzetközi repülőtér volt. A fedélzeten összesen 90 utas és 5 fős személyzet volt. A felszállás és emelkedés közben semmi szokatlan nem történt.
13:48 körül, amikor a repülő elérte 7300 méteren az utazómagasságot, a gép tetejének a bal oldaláról egy kisebb darab levált. Ekkor 43 km-nyire voltak Kahuluitól. A sérülés robbanásszerű dekompressziót idézett elő, ami a tető pilótafülkétől a szárnyak elejéig tartó részének teljes leszakadásához vezetett.
A 737-esek úgy vannak kialakítva, hogy a nyomás hatására bekövetkezett károk ellenére is bizonyos szintig működjön a gép. Ezért biztonsági szakaszokat alakítanak ki a géptörzsön. Ha az egyik szakaszon keletkezik egy kisebb repedés, ez a szakaszolás megakadályozza, hogy a sérülés gyors dekompressziót okozzon. A repülő kora és a géptörzs állapota (korrodálódott és a szegecsek a határértéküknél nagyobb igénybevételnek voltak kitéve) miatt azonban ez a kialakítás csak rontott a helyzeten. Amikor az egyik biztonsági zóna tönkrement, a kis repedések teóriája szerint az események gyors folytatódása miatt meghibásodási sorozat jött létre.
Madeline "Mimi" Tompkins másodpilóta fejét a hirtelen nyomáscsökkenés hátrarántotta és látta, amint a kabin szigetelését leszaggatja a szél. Robert Schornstheimer kapitány hátranézett, és a kék eget pillantotta meg ott, ahol az első osztály tetejének kellett volna lennie. Tompkins azonnal felvette a kapcsolatot a Kahului repülőtér irányítótornyával és vészhelyzetet jelentett. Az irányítást Schornstheimer kapitány vette át tőle, szükségállapot esetén általában a kapitány vezeti a gépet.
A dekompresszió létrejöttekor Clarabelle C. B. Lansing vezető utaskísérő az első osztály folyosóján, az 5. sor mellett állt. Az utasok beszámolója szerint Lansingot a hirtelen kiáramló levegő kirántotta a géptörzs bal oldalán keletkezett lyukon keresztül. Michelle Honda utaskísérő a 15. sor közelében állt a katasztrófa idején, őt a földhöz csapta a hirtelen nyomáskülönbség. Sérülései ellenére azonban sikerült a folyosón végigkúsznia, hogy segítse és megnyugtassa az utasokat. Jane Sato-Tomina utaskísérőt a gép elejében érte a dekompresszió. Ő is súlyos sérüléseket szenvedett a röpködő törmelékek miatt. Az utasoknak sikerült megtartani őt a leszállásig.
A hirtelen nyomáskülönbség súlyos károkat okozott a gép orrfutómű és pilótafülke közötti vezetékeiben. Emiatt a futómű kiengedését jelző fények nem működtek a műszerfalon és a pilóták leszállás közben nem tudták, hogy a futómű teljesen kiengedett-e.
Mivel az incidens a tenger felett történt, és a pilóták nem tudták, hogy elérik-e a legközelebbi repülőteret, az utasoknak fel kellett venniük a mentőmellényt.
A személyzet végül sikeres kényszerleszállást hajtott végre a Kahului repülőtér 2-es kifutópályáján 13:58-kor. Landolás után az utasokat gyorsan evakuálták. A szerencsétlenségben 65-en sérültek meg, ebből 8-an súlyosan. Mivel Maui akkoriban nem volt felkészülve az ilyen mértékű katasztrófára, a sebesülteket turistabuszokkal szállították kórházba. A szigetnek csupán néhány mentőautója volt. A buszokat biztosító cég két sofőrje korábban orvostanhallgató volt, akik prioritási sorrendet állítottak fel a kifutópályán. A repülőt ért károkat helyrehozhatatlannak minősítették, a gép alkatrészeit eladták.

## A katasztrófa után
A Nemzeti Közlekedésbiztonsági Felügyelet (angolul National Transportation Safety Board, NTSB) megállapította, hogy a katasztrófát a fém fáradása okozta, és korrózió miatt létrejött rések súlyosbították a problémát (a gép a tenger közelében üzemelt, így több sónak és párának volt kitéve). A korróziót kiváltó ok egy poliepoxi ragasztó volt, amivel az alumíniumlemezeket rögzítették egymáshoz a gép gyártásakor. A víz bejutott a réseken keresztül, ahol a ragasztó nem tudta rendesen egymáshoz tapasztani a fémlemezeket, és így megkezdődött a fém korróziója.
Az akkor 19 éves gép kora szintén kulcsfontosságúvá vált az okok vizsgálásakor: összesen 89 090 fel- és leszálláson volt túl, a statisztikák szerint így korában a második legtöbb repülést végrehajtott repülő volt. A gépet több mint 75 000 utazásra tervezték, más repülőgépeknél (amik hasonló környezetben üzemeltek) azonban mégsem jelentkezett a hiba, ami itt katasztrófához vezetett. Az NTSB alapos vizsgálatnak vetette alá a légitársaságot, aminek eredményeként kiderült, hogy a legteljesebb és leghosszabb, egy ütemben zajló karbantartási ellenőrzést (ún. D check) hibásan végezték el: egy nagy, megszakítás nélküli teljes kivizsgálás helyett a repülőt csak sok, kora reggel elvégzett kisebb karbantartással ellenőrizték, több részletben.
Az NTSB hivatalos közleménye szerint Gayle Yamamoto, a járat egyik utasa egy repedést vett észre a géptörzsön a beszálláskor, de senkinek nem szólt róla. A repedés az elülső ajtónál volt, és valószínűleg anyagfáradás miatt keletkezhetett.
A Szövetségi Légügyi Hivatal (angolul Federal Aviation Administration, FAA) a katasztrófa közvetlen következményeként kiegészítő és sokkal alaposabb rendeleteket hozott az idős gépek karbantartására vonatkozóan. Továbbá, szintén az incidens hatására, az USA kongresszusa 1988-ban elfogadta az Aviation Safety Research Act of 1988 törvényt, ami a jövőbeli repülőgép-szerencsétlenségek okának kivizsgálására sokkal szigorúbb előírásokat biztosított.
A szerencsétlenség után mindkét pilóta az Aloha Airlinesnál maradt. Robert Schornstheimer kapitány a légitársaságtól ment nyugdíjba 2005 augusztusában. Madeline Tompkins ekkor a cég Boeing 737-700 típusú gépén volt kapitány, és egészen 2008-ig maradt, amikor a légitársaság megszüntette az utasszállítást.

### Alternatív magyarázat
Matt Austin gépészmérnök egy lehetséges magyarázatot javasolt az NTSB-nek. Szerinte a katasztrófához az vezetett, hogy először egy kb. 25 cm széles rés keletkezett a törzsön. A kabin levegője szökni kezdett a lyukon keresztül. A légi utaskísérőt nem rántotta ki azonnal a légörvény, hanem a teste beszorult a résbe, és ez a blokkolás egy nyomáshullámot okozott, ami leszakította a géptörzs teljes burkolatát. Az NTSB meghallgatta a változatot, de a hivatalos álláspont megmaradt, miszerint a katasztrófát több kisebb repedés okozta. Brian Richardson, aki annak idején a vizsgálatot vezette, úgy véli, hogy a nyomáslökés hipotézisét komolyabban kellene tanulmányozni a légi közlekedésben.

## Emlékmű
1996-ban a Honolului nemzetközi repülőtéren felavatták a Lansing Emlékparkot, közel az Aloha Airlines által használt kapukhoz. Az utaskísérő holttestét nem találták meg.

## Megfilmesítés
A járat katasztrófáját 1990-ben Zuhanórepülés (Miracle Landing) címen filmesítették meg. A légitársaság nevét Paradise Airlinesra módosították. A filmben szereplő repülőgép egy, az Aloha Airlines tulajdonában lévő Boeing 737-297 típusú gép volt. Jelenleg a kanadai WestJet Airlines használja C-GCWJ lajstromjellel.
A Légikatasztrófák című amerikai sorozat egyik epizódja is bemutatja a tragédiát és annak okait.

## Hasonló esetek
- British Airways 5390-es járata - dekompresszió
- China Airlines 611-es járata - robbanásszerű  dekompresszió
- de Havilland Comet - robbanásszerű dekompresszió
  - BOAC 781-es járat
  - South African Airways 201-es járat

## Fordítás
- Ez a szócikk részben vagy egészben  az   Aloha Airlines Flight 243 című angol Wikipédia-szócikk ezen változatának fordításán alapul.  Az eredeti cikk szerkesztőit annak laptörténete sorolja fel. Ez a jelzés csupán a megfogalmazás eredetét és a szerzői jogokat jelzi, nem szolgál a cikkben szereplő információk forrásmegjelöléseként.

## Külső hivatkozások
- Képek a gépről a katasztrófa előttről